# Erik Strand (kyrkoherde)
Erik Strand, född 11 mars 1687 i Södra Vi församling, Östergötlands län, död 11 april 1737 i Malexanders församling, Östergötlands län, var en svensk präst.

## Biografi
Erik Strand föddes 1687 i Södra Vi socken. Han var son till kyrkoherde G. Strand i Södra Vi församling. Strand blev 1708 student vid Uppsala universitet och prästvigdes 23 september 1712. Han blev 1714 komminister i Vadstena församling. Den 27 november 1728 blev han kyrkoherde i Malexanders församling och tillträdde 1729. Han avled 1737 i Malexanders socken.

### Familj
Strand gifte sig 18 maj 1715 med Anna Olin (1686–1777),  dotter till kyrkoherden Johannes Olin i Normlösa församling och Elisabeth Corylander. De fick tillsammans barnen Elisabet Strand (1716–1807) som var gift med föraren Claes Göran Wetterström och kyrkoherden Hans Georg Strand (1719–1798) i Östra Ny församling.